# Moineaux de Paris
Pour plus de détails, voir Fiche technique et Distribution.
Moineaux de Paris est un film français réalisé par Maurice Cloche, sorti en 1953.

## Synopsis
Un impresario américain, Mr Smith, et sa fille Peggy, veulent engager Les petits chanteurs à la croix de bois pour une tournée aux États-Unis. Jeannot, l'un d'entre eux, reconnait le médaillon de sa grand-mère au cou de la jeune fille. Il le réclame. On lui refuse. Aidé de Césarin, son arrière-arrière-grand-père réincarné, qui fut hussard de la garde de Napoléon Ier, le jeune garçon va sillonner la France à la poursuite de ce bijou de famille qui, lorsqu'il l'aura récupéré, sera déposé sur le tombeau du roi de Rome.

## Fiche technique
- Réalisation : Maurice Cloche, assisté de Jean-Pierre Decourt, Henri Toulout et O. Glenat
- Scénario original : Franz Tanzler
- Adaptation : Maurice Cloche
- Dialogue : André Hornez, Franz Tanzler
- Photographie : Nicolas Hayer
- Opérateur : Noël Martin
- Musique : Paul Bonneau (Éditions Marceau)
- Au cours du film, la manécanterie interprète : Régina Coeli de Gregor Aichinger (du XVIe siècle) - Die Grenadiere de Robert Schumann (Op. 49, no. 1) - La chanson originale Moineaux de Paris : paroles de A. Hornez - Jesu, meine Freude de Jean-Sébastien Bach (BWV227) - À la claire fontaine de (Pelletier) - Jardin de France (pot-pourri: Marlbrough s'en va-t-en guerre - Frère Jacques (chanson) - Il court, il court, le furet - C'est la mère Michel - Il était un petit navire - Il pleut, il pleut, bergère - Dodo, l'enfant do + Au clair de la lune).
- Montage : Renée Gary
- Son : Raymond Gauguier
- Maquillage : Alexandre Ranesky. Les artistes sont maquillés avec les produits Jean d'Estrées
- Photographe de plateau : Robert Joffres
- Costume : Uniforme
- Script-girl : Jacqueline Loir
- Régisseur général : Raymond Dupont
- Administrateur : André Michel
- Tournage du 25 août au 18 octobre 1952 : en France (Au Mont Saint-Michel), (Sur la côte Basque), (dans les Pyrénées "aux grottes de Médous"), (Sur la côte d'Azur), (En île de France), (A l'hôtel des Invalides), (Au tombeau de Napoléon Ier), (Au palais de Fontainebleau)
- Le récit du film est édité par MAME
- Enregistrement : Poste Parisien
- Tirage : Laboratoire L.T.C de Saint-Cloud
- Société de production : Les Films Maurice Cloche (France)
- Directeur de production : Jean-Charles Carlus
- Distribution : Ciné Sélection
- Pays :  France
- Format : Noir et blanc - 1,37:1 - 35 mm - Son mono
- Durée : 90 min
- Genre : Comédie dramatique
- Date de sortie : 
  - France - 12/06/1953
- Affiche : Boris Grinsson (France)

## Distribution
- Jean-Pierre Aumont : Césarin, hussard de la garde de Napoléon Ier
- Les petits chanteurs à la croix de bois
- Claude Fournier : Jeannot
- Max Elloy : P'tit Louis
- Robert Lombard : Le directeur de la Manécanterie
- Louis de Funès : Le docteur
- Virginie Kelley : Peggy Smith, la fille de l'impresario
- Louis Gimberg : Mr Smith, l'impresario américain
- Philippe Olive
- Paul Demange
- Léonce Corne
- André Dalibert
- Odette Barencey
- Jacques Famery
- Emile Morel